# آس أبيض
آس أبيض أو حمبلاس أو حب الآس أو ريحان أبيض أو قمام أبيض (الاسم العلمي: Hypocalymma angustifolium) نبات بري
وزراعي من فصيلة الآسيات يعلو حتى 3 أمتار وأكثر. ساقه فرعاء جدًا. أوراقه دائمة جامدة النصل اللامع، متقابلة، مزودة بغدد من الزيت الدهني.
أزهاره بيضاء، فردية على إبط الأوراق. الثمرة عُنبية بيضاء طعمها سكري قابض عند النضج، رائحة النبات والأزهار عطرية مُفلفلة. يُزهر من أيار
إلى تشرين الأول في الأماكن الحرجية غير كلسية وخاصة في المناخ المتوسطي. انتشاره الجغرافي في لبنان ومحيط البحر المتوسط، آسيا الجنوبية.

## المركبات
زيت طيار 0,20%، يحتوي على تربانات، سينايول، ديبنتان، عفص، راتنج، حمض الليمون، حمض التفاح.
نبات بلسمي مُطهر شعبي ومضاد للتعفن والنتانة. يفيد تمددات الشعب ونزلات المجاري التنفسية والبولية المخاطية الصديدية.
التهاب البروستات.